# Liste des cathédrales de Moscou
Plusieurs confessions chrétiennes ont une cathédrale à Moscou :
- la cathédrale de l’Annonciation ;
- la cathédrale de l’Archange-Saint-Michel ;
- la cathédrale Saint-Basile ;
- la cathédrale du Christ-Sauveur ;
- la cathédrale de la Dormition ;
- la cathédrale de la Théophanie ;
- la cathédrale de l'Immaculée Conception (catholique) ;
- la cathédrale Notre-Dame-de-Kazan.